# Trichoniscus paolae
Trichoniscus paolae är en kräftdjursart som beskrevs av S. Caruso 1979. Trichoniscus paolae ingår i släktet Trichoniscus och familjen Trichoniscidae. Inga underarter finns listade i Catalogue of Life.